# Forma polar de Gorman
La forma polar de Gorman es una forma funcional para la función de utilidad indirecta en economía.  Imponer esta forma en la utilidad permite al investigador tratar una sociedad de maximizadores de la utilidad como si consistiera en un único 'individuo representativo'. Gorman demostró que tener la función tomando la forma polar de Gorman es necesario y suficiente para que se cumpla tal condición.

## Motivación
Los primeros resultados de Antonelli (1886) y Nataf (1953) mostraron que, asumiendo que todos los individuos afrontan los mismos precios en un mercado, sus curvas de consumo de los ingresos y sus curvas de Engel deberían ser rectas paralelas. El primer artículo publicado por Gorman en 1953 desarrolló estas ideas para responder a la cuestión de si se puede generalizar la sociedad a un individuo único.
En 1961, Gorman publicó un corto artículo de 4 páginas en Metroeconomica que derivaba una expresión explícita para la forma funcional de preferencias que daban lugar a curvas de Engel lineales. Brevemente, la función de gasto resultante de un individuo ({\displaystyle i}), {\displaystyle e^{i}\left(p,u^{i}\right)}) tiene que ser afín respecto a la utilidad ({\displaystyle u}):
{\displaystyle e^{i}\left(p,u^{i}\right)=f^{i}(p)+u^{i}g(p)},
Donde tanto {\displaystyle f^{i}\left(p\right)} como {\displaystyle g\left(p\right)} son homogéneas de grado uno en precios ({\displaystyle p}, un vector). Esta condición de homogeneidad es trivial, dado que de otra manera {\displaystyle e^{i}\left(p,u^{i}\right)} no daría lugar a curvas de Engel lineales.
{\displaystyle f^{i}\left(p\right)} y {\displaystyle g\left(p\right)} tienen buenas interpretaciones: {\displaystyle f^{i}\left(p\right)} es el gasto necesario para alcanzar un nivel de referencia de utilidad de cero para cada individuo ({\displaystyle i}), mientras que {\displaystyle g\left(p\right)} es el índice de precios que deflaciona el exceso de renta monetaria {\displaystyle e^{i}\left(p,u^{i}\right)-f^{i}(p)} necesaria para alcanzar un nivel de utilidad {\displaystyle {\bar {u}}}.  Es importante destacar que {\displaystyle g\left(p\right)} es igual para cada individuo en una sociedad.

## Definición
Invirtiendo esta fórmula se tiene la función de utilidad indirecta
{\displaystyle v^{i}\left(p,m^{i}\right)={\frac {m^{i}-f^{i}(p)}{g(p)}}},
donde {\displaystyle m} es la cantidad de renta disponible del individuo y es equivalente al gasto ({\displaystyle e^{i}\left(p,u^{i}\right)}) en la ecuación previa. Esto es a lo que Gorman llamó “la forma polar de la función de utilidad subyacente.” El uso del término polar por parte de Gorman es en referencia a la idea de que la función de utilidad indirecta puede ser vista utilizando coordenadas polares, más que cartesianas (como en funciones de utilidad directas) para describir la curva de indiferencia.  En esta forma, el ingreso ({\displaystyle m^{i}}) es análogo al radio y los precios ({\displaystyle p}) a un ángulo.

## Prueba de la linealidad y la igualdad de la pendiente de las curvas de Engel
Para probar que las curvas de Engel de una función en la forma polar de Gorman son lineales, hay que aplicar la identidad de Roy a la función de utilidad indirecta para conseguir una función de demanda Marshalliana para un individuo ({\displaystyle i}) y un bien ({\displaystyle n}):
Ésta es linear en el ingreso ({\displaystyle m}), así que el cambio en la demanda de un individuo para una mercancía con respecto a un cambio en su ingreso,
{\displaystyle {\frac {\partial x_{n}^{i}(p,m^{i})}{\partial m}}={\frac {\frac {\partial g(p)}{\partial p_{n}}}{g(p)}}}, no depende de éste, y por ello las curvas de Engel son lineales.
Asimismo, dado que este cambio no depende de variables particulares a cualquier individuo, las pendientes de las curvas de Engel de diferentes individuos diferentes son iguales.

## Aplicación
Muchas aplicaciones de la forma polar de Gorman se resumen en varios textos y en el artículo de Honohan y Neary citado al final de este artículo. Estas aplicaciones incluyen la facilidad de la estimación de 